# 吳國 (漢朝)
吴国，原称荆国，西汉时期封国。

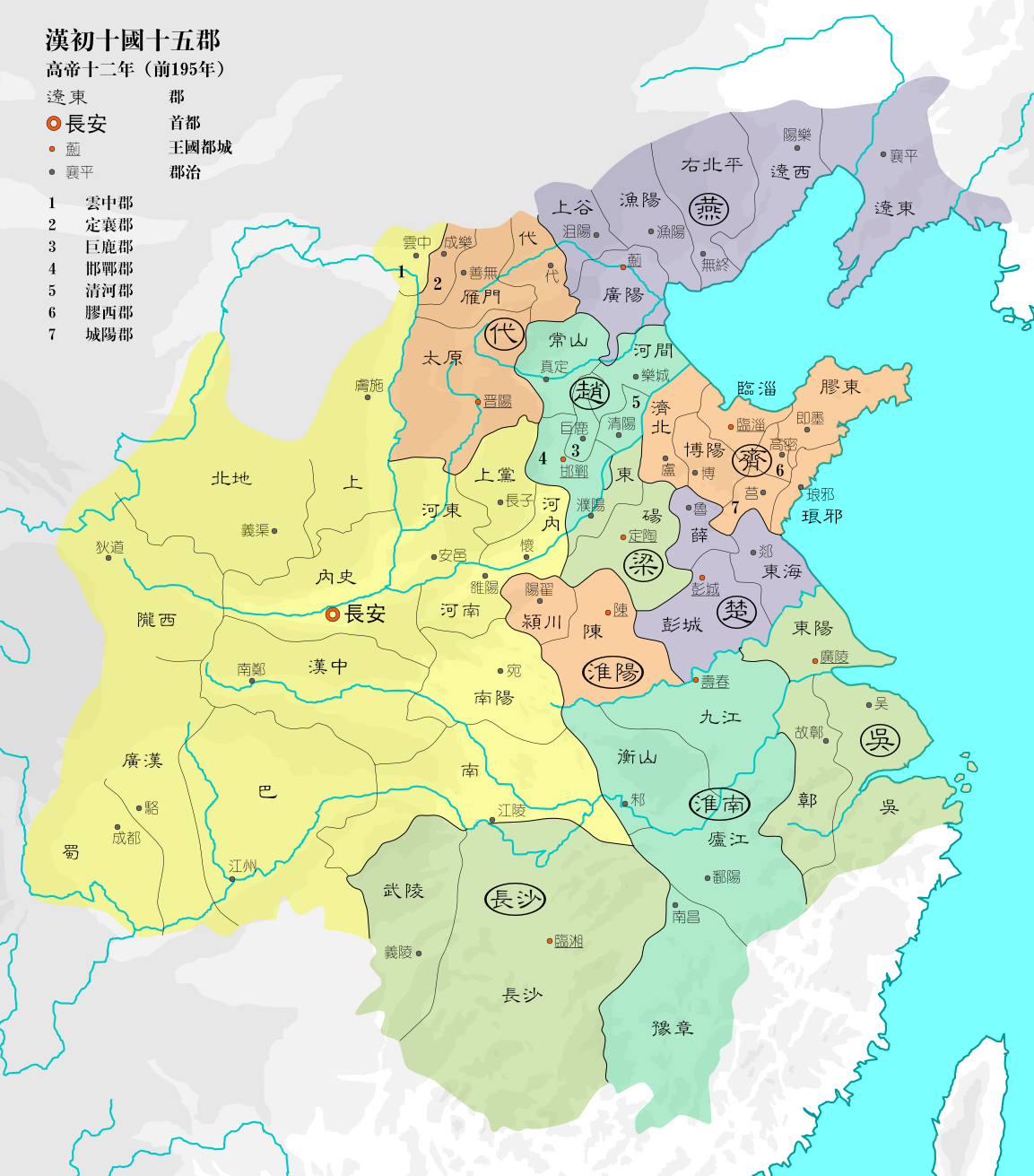
前195年，吴国位於汉朝境内的位置。

前201年，刘邦将楚王韩信贬为淮阴侯。楚国一分为二：东阳郡、鄣郡、吴郡为荆国，以从兄刘贾为荆王；薛郡、东海郡、彭城郡为楚国，立弟弟刘交为楚王。前196年，刘贾被英布所击杀。次年，改荆国为吴国，刘邦封二哥刘喜的儿子刘濞为吴王。前154年，吴王刘濞领头挑起吴楚七国之乱，被汉景帝平定，刘濞被杀，吴国国除。